# Райське (Запорізький район)
Ра́йське — село в Україні, у Михайло-Лукашівській сільській громаді Запорізького району Запорізької області. Населення станом на 1 січня 2007 року складало — 324 особи.

## Географія
Село Райське розташоване за 23 км від міста Вільнянськ, за 52 км від обласного центра, на одному з витоків річки Мокра Московка, нижче за течією на відстані 2 км знаходиться село Адріанівка. Річка в цьому місці пересихає, на ній зроблена загата. Найближча залізнична станція Вільнянськ (за 23 км від села).

## Історія
Село Райське засноване як хутір у 1922 році, пізніше до нього приєднались інші невеликі хутори — Світлий, Удачний. У 1923 році утворена Райська сільська рада, на початку 1930-х років — колгосп «Червона Зірка». У 1920—1930-х роках тут працював Герой Соціалістичної Праці, Голова Президії Верховної Ради УРСР Іван Грушецький (1904—1982). У 1930 році в школі хутора Світлого працював вчителем учасник Визвольних змагань Павло Миколайович Дерев'янко (1889-1931)
У 1932—1933 селяни пережили Голодомор.
Під час німецької окупації, у 1942 році в селі Райське діяла підпільна комсомольська організація із 12 осіб. Її учасники були заарештовані і розстріляні карателями. 
День села відзначається 21 вересня. Саме в цей день у 1943 року звільнено від німецько-фашистських загарбників.
З 24 серпня 1991 року село у складі незалежної України.
12 червня 2020 року, відповідно до розпорядження Кабінету Міністрів України № 713-р «Про визначення адміністративних центрів та затвердження територій територіальних громад Запорізької області», село увійшло до складу Михайло-Лукашівської сільської територіальної громади.
19 липня 2020 року, в результаті адміністративно-територіальної реформи та ліквідації Вільнянського району, село увійшло до складу новоутвореного Запорізького району.

## Пам'ятки
В центрі села знаходиться братська могила вояків Червоної армії, радянський пам'ятник комуністичним підпільникам і загиблим односельцям. На південь від села розташований ентомологічний заказник «Цілинна ділянка».
Також у селі (колишній хутір Нейгорст) збереглися залишки голландського вітряного млина Ремпеля.

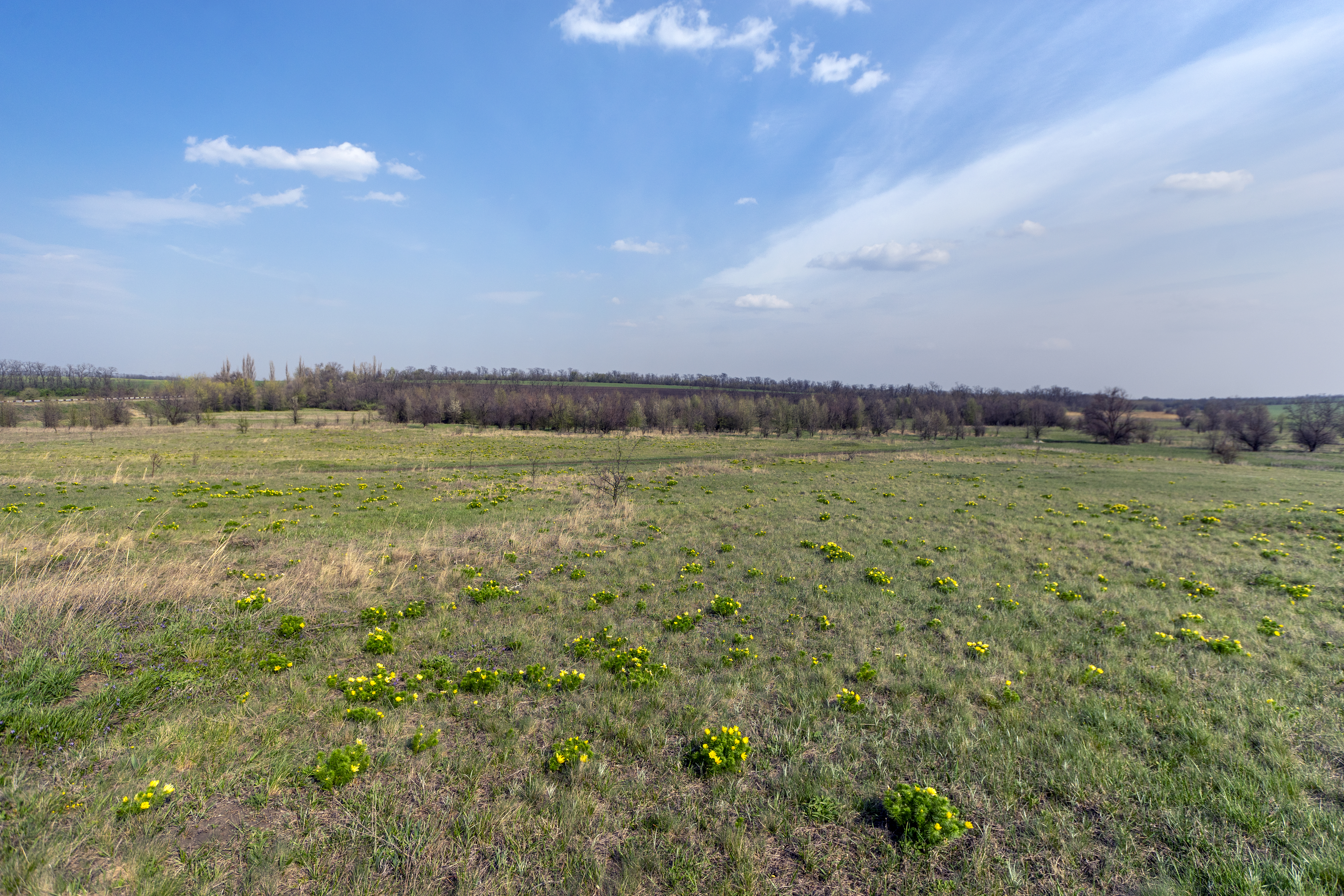
Цілинна ділянка (квітень 2020 року)
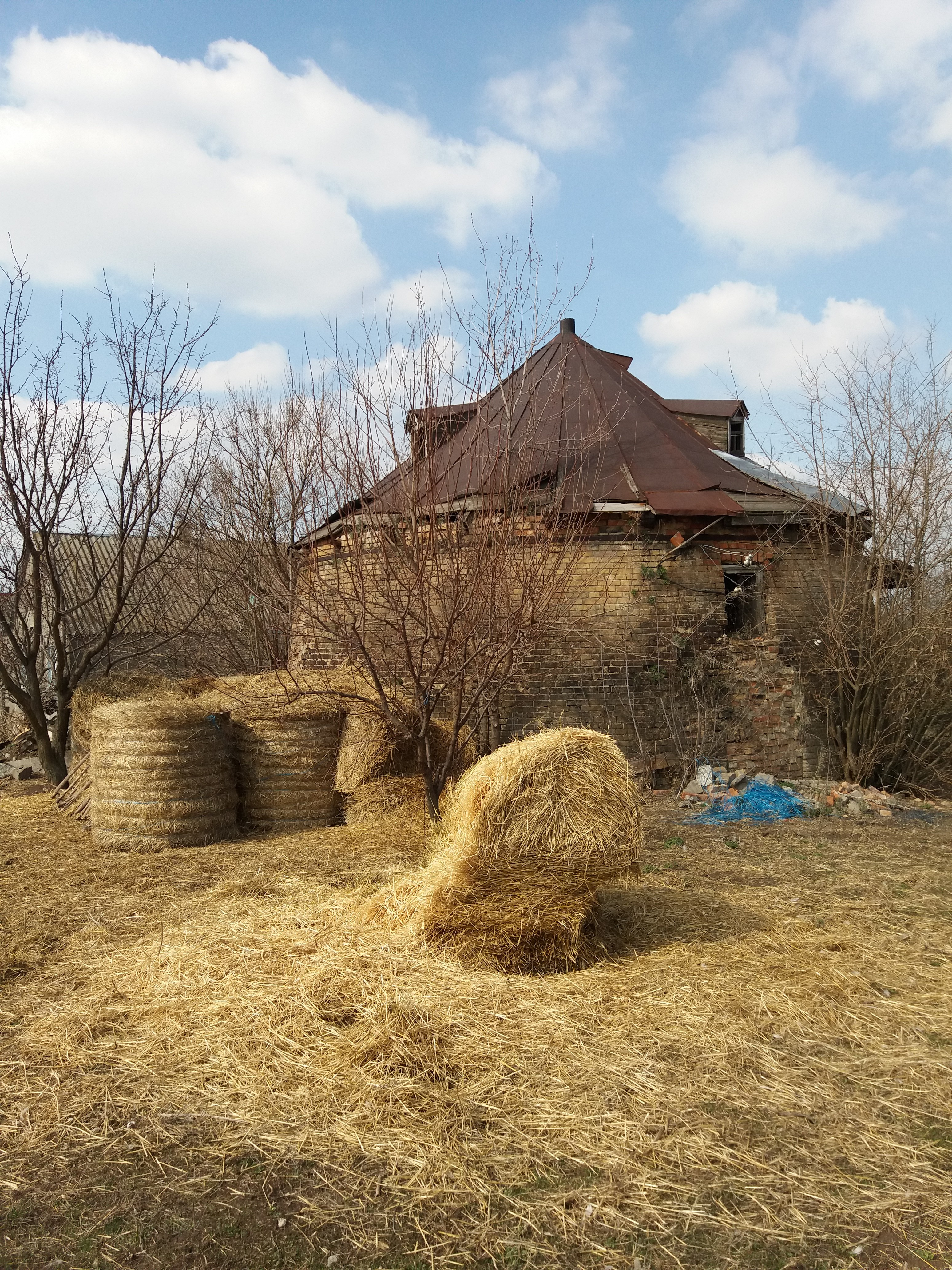
Залишки вітряного млина Ремпеля (березень 2019 року)
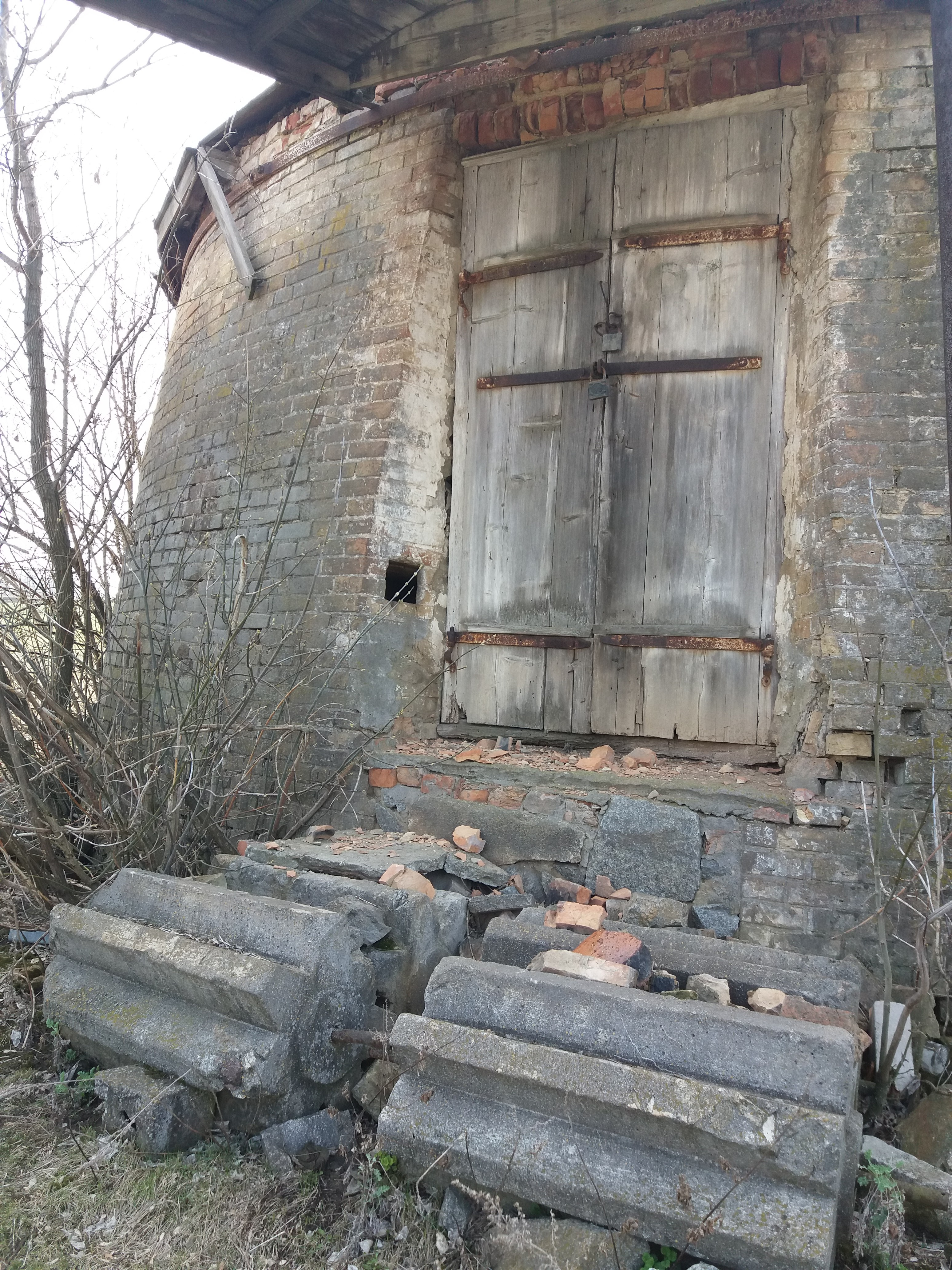
Двері. Залишки вітряного млина Ремпеля (березень 2019 року)
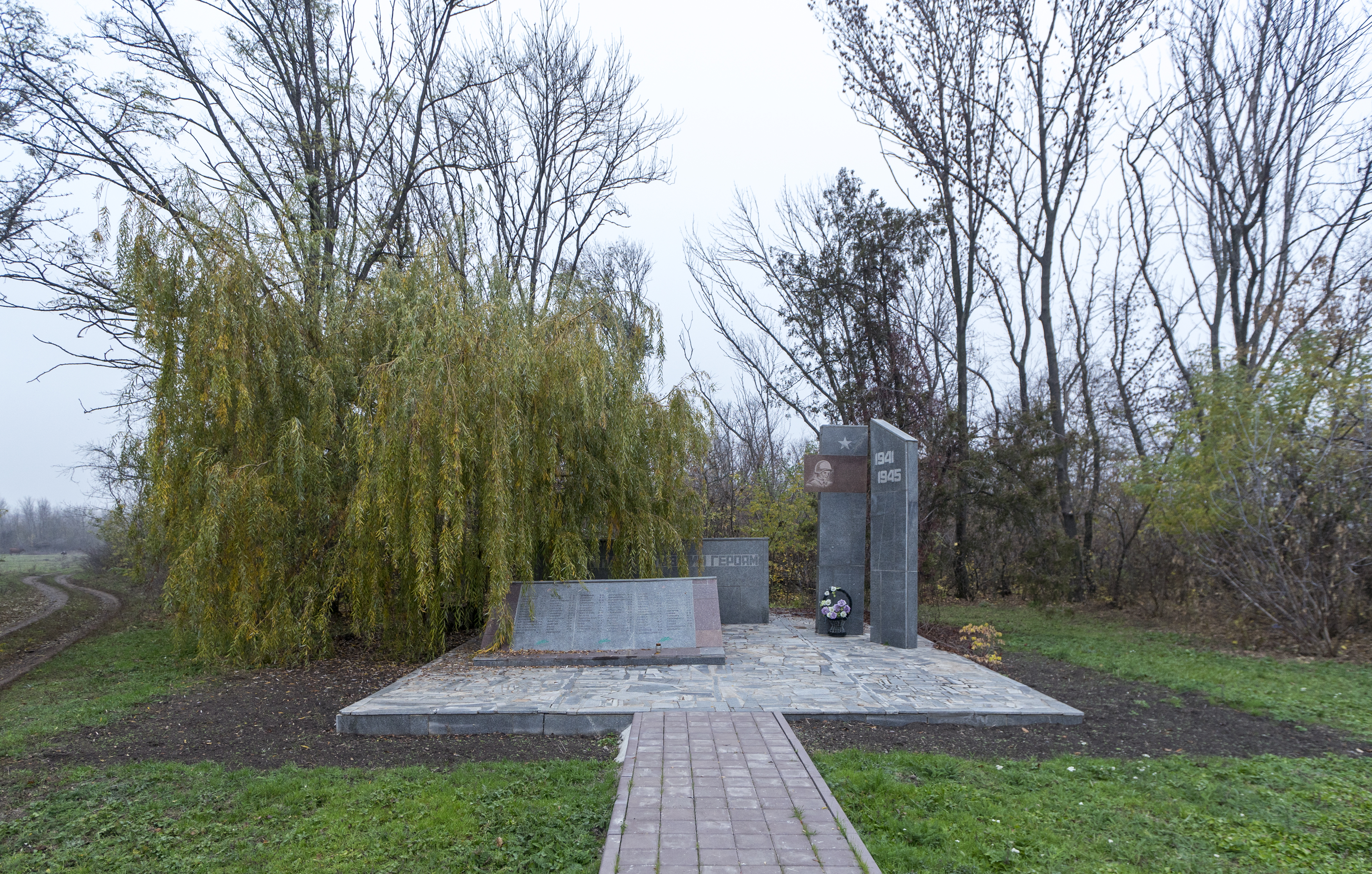
Братська могила (жовтень 2019 року)